# Zábeštní Lhota
Zábeštní Lhota je obec ležící v okrese Přerov. Žije zde 178 obyvatel. Severní hranice katastru obce tvoří potok Říka a řeka Olešnice (přítok Morávky).

## Název
Vesnice získala přívlastek podle mlýna Bešť ležícího západně od vesnice na potoku Olešnici. Přívlastek je už v nejstarším písemném dokladu z roku 1437 (Lhota dicta Zabssczina - "Lhota zvaná Zábeštní"). Jméno mlýna Bešť znělo původně zřejmě Býšeč a bylo odvozeno od osobního jména Býšek. Význam místního jména tedy byl "Býškův" (tj. mlýn). Z nepřímých pádů (Býšce, Býšči) vznikl nový tvar prvního pádu Býšč, v němž nastala pravidelná hlásková změna šč > šť. Samohláska e v první slabice je nářeční.

## Historie
První písemná zmínka o obci pochází z roku 1437.

## Galerie

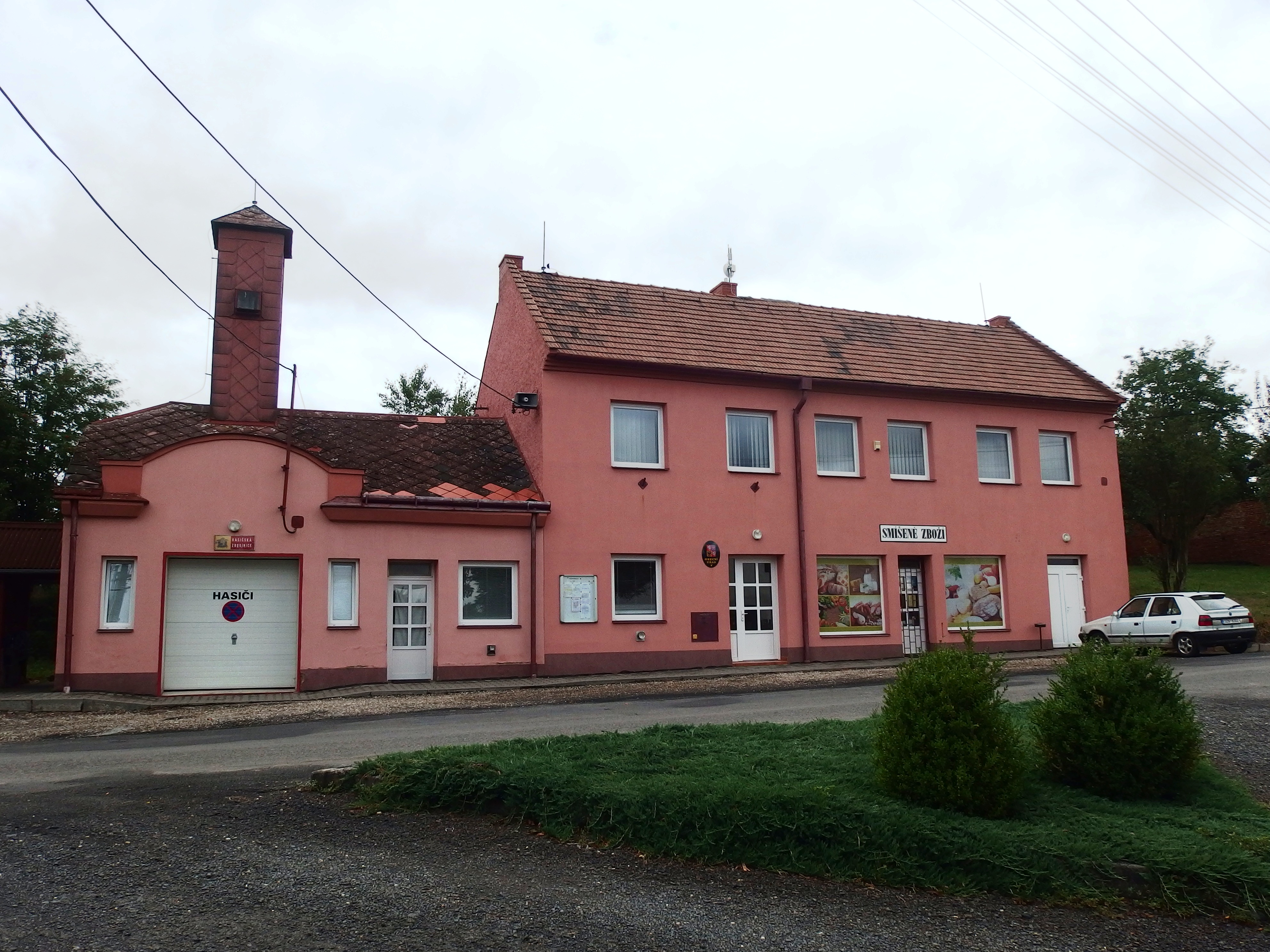
Obecní úřad
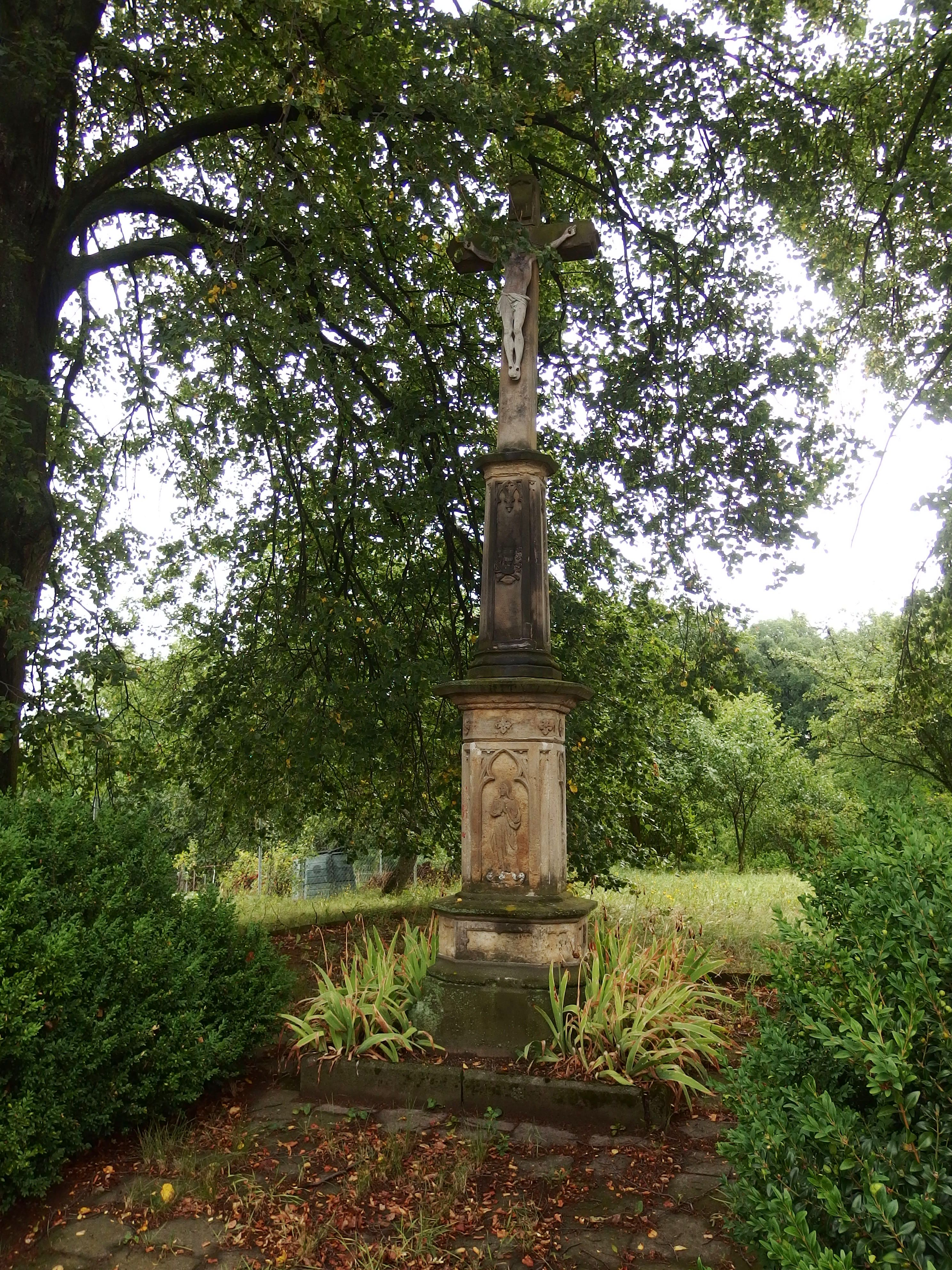
Kříž
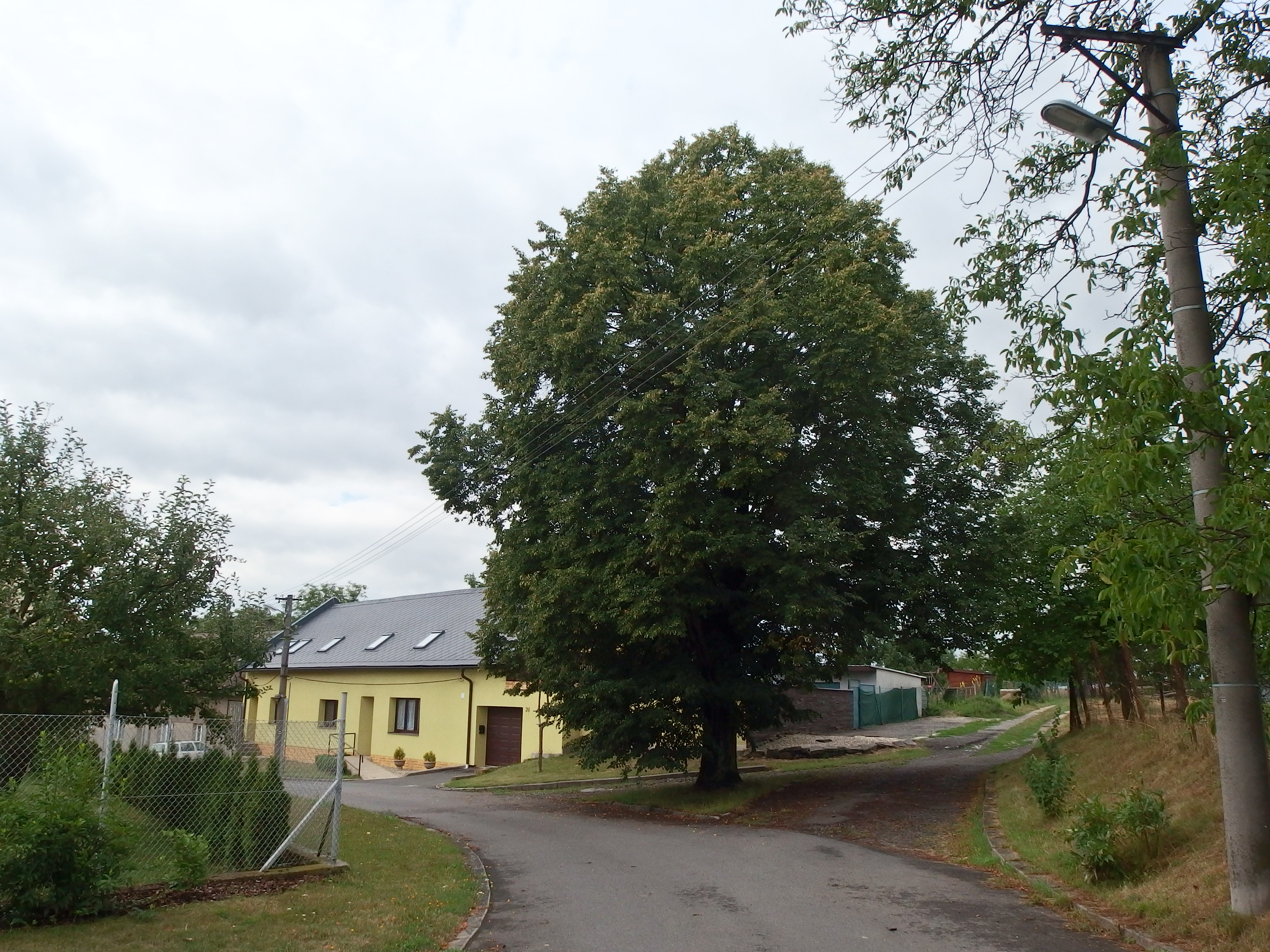
Lípa
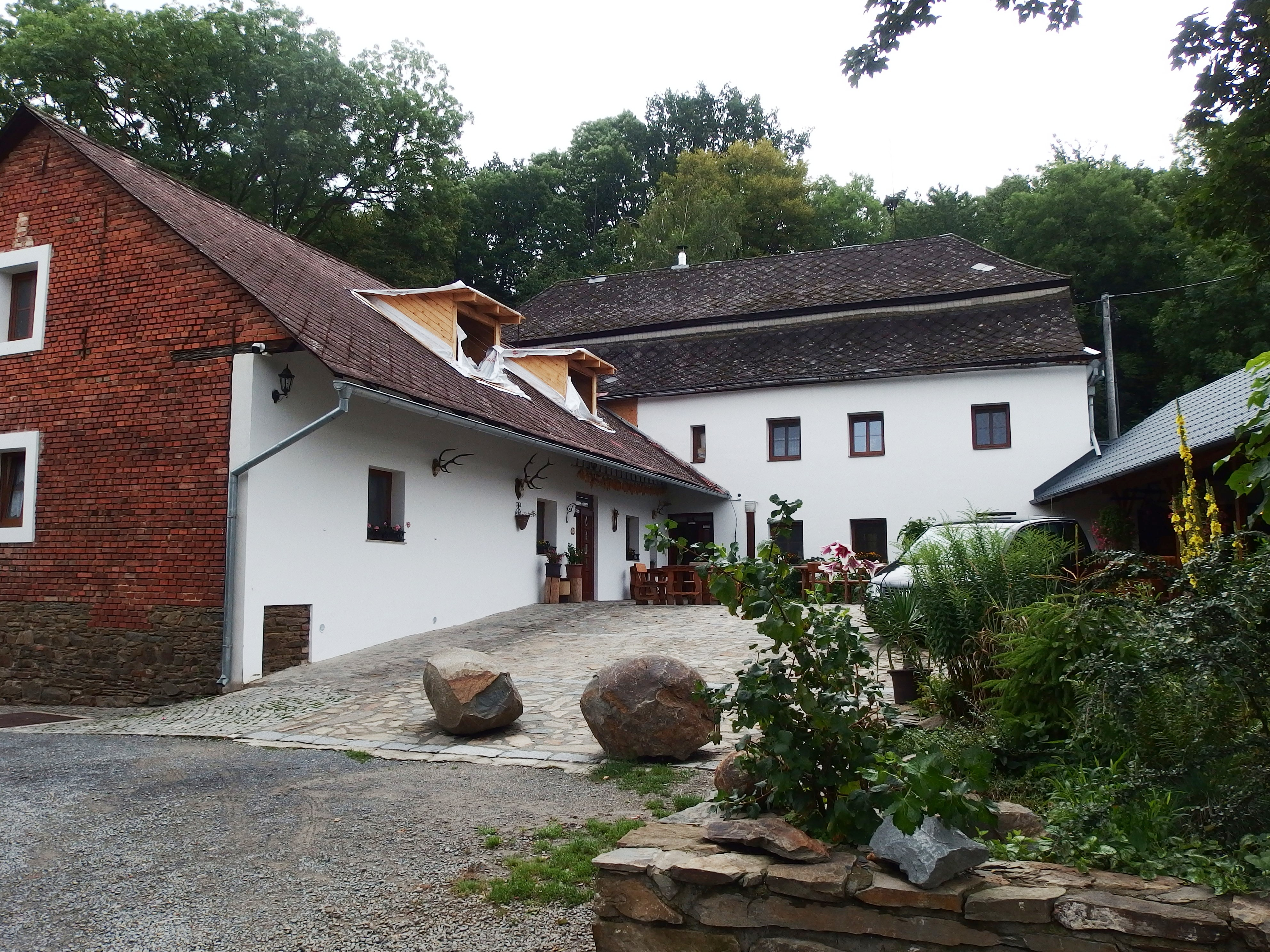
Mlýn

Potok Říka je zdrojem náhonu zaniklého vodního mlýna Bešt, zmiňovaného r. 1719. Nicméně mlýn je jistě starší.